# Unstoppable (film, 2010)
Unstoppable är en amerikansk action-thriller från 2010 i regi av Tony Scott med Denzel Washington och Chris Pine i huvudrollerna. Filmen, som är baserad på en verklig händelse, hade svensk biopremiär den 10 november 2010 och släpptes på video den 9 mars 2011.

## Handling
På en bangård i den nordpennsylvanska staden Fuller har Dewey och Gilleece fått i uppdrag av sin arbetsgivare Allegheny and West Virginia Railroad (AWVR) att flytta godståg 777 från sitt nuvarande spår för att bana väg för ett annat tåg som är på utflykt med ett gäng skolbarn. För att spara tid säger Dewey åt Gilleece att inte koppla fast lokets luftslang, utan beslutar sig för att göra det efter att de parkerat tåget på ett annat spår istället. Dewey börjar sakta köra tåget över bangården men ser att en växel inte är inställd på rätt spår och hoppar ut ur tåget för att själv gå och ändra till rätt spår. Men oturen är framme och ändrar tågets inställning att från bromsa in till att öka farten till full gas framåt. Dewey ser att tåget börjar köra fortare och försöker att springa ifatt och stoppa det, men kommer inte ikapp det utan tåget skenar okontrollerat iväg och ökar farten mer och mer hela tiden och är nu på kollisionskurs med tåget med skolbarn.

## Om filmen
- Filmen är bland annat inspelad i Ohio, Pennsylvania och West Virginia, USA.
- Filmen är baserad på en verklig händelse från 2001 då ett förarlöst tåg i Ohio körde i full fart i 106 km innan det till slut stoppades, på engelska kallat CSX 8888 incident eller the Crazy Eights incident[4].

## Rollista (urval)
- Denzel Washington - Frank Barnes
- Chris Pine - Will Colson
- Rosario Dawson - Connie Hooper
- Ethan Suplee - Dewey
- T.J. Miller - Gilleece
- Kevin Dunn - Oscar Galvin
- Kevin Corrigan - Inspector Scott Werner